# Председнички избори у Мађарској 2022.
Индиректни председнички избори одржани су у Мађарској 10. марта 2022. Актуелни председник Републике Јанош Адер није могао да се кандидује због ограничења мандата.
Владајући савез, Фидес—КДНП, предложио је Каталин Новак, бившу министарку за породична питања, за свог председничког кандидата. Опозициони савез Уједињени за Мађарску предложио је Петера Рону, адвоката и економисту за свог председничког кандидата.

## Изборни систем
Према садашњем Уставу Мађарске који је усвојила владина коалиција Фидес—КДНП 2011. године, председника морају тајним гласањем бирати посланици, не пре шездесет а најкасније тридесет дана пре истека мандата претходног носиоца функције, или ако му је мандат престао пре времена, у року од тридесет дана од престанка. Устав овлашћује председника Народне скупштине да одреди датум избора.
За председничког кандидата потребна је писмена номинација најмање једне петине посланика (дакле, око 40 посланика), који не могу предложити више од једног кандидата. У првом кругу избора за избор председника потребна је двотрећинска већина свих актуелних посланика. Ако овај услов није испуњен, одржава се други круг између два кандидата који су добили највећи и други највећи број гласова у првом кругу. Тада је довољна већина посланика са правом гласа.

## Позадина
Опозициона Демократска коалиција (ДК) поново подноси предлог амандмана за одлагање парламентарних избора за председника Мађарске за после парламентарних избора у пролеће 2022. године, саопштила је та странка 5. августа 2021.
Од 1990. није било више од два кандидата на било којим председничким изборима одржаним у Мађарској.

## Кандидати
| Име           | Странка   | Номинатори            | Напомене | Бивше функције                           |
| ------------- | --------- | --------------------- | -------- | ---------------------------------------- |
| Каталин Новак | Фидес     | Фидес—КДНП            | [ 3 ]    | Министар за породична питања (2020—2021) |
| Петер Рона    | Независни | Уједињени за Мађарску | [ 4 ]    | —                                        |

## Резултат
| Кандидат         | Кандидат         | Странка          | Савез                 | 1. рунда | 1. рунда                    | 1. рунда                              |
| Кандидат         | Кандидат         | Странка          | Савез                 | Гласови  | % од важећих свих посланика | % од важећих посланика с правом гласа |
| ---------------- | ---------------- | ---------------- | --------------------- | -------- | --------------------------- | ------------------------------------- |
|                  | Каталин Новак    | Фидес            | Фидес—КДНП            | 137      | 68,84                       | 70,98                                 |
|                  | Петер Рона       | Независни        | Уједињени за Мађарску | 51       | 25,62                       | 26,42                                 |
| Неважећи гласови | Неважећи гласови | Неважећи гласови | Неважећи гласови      | 5        | 2,51                        | 2,59                                  |
| Укупно гласова   | Укупно гласова   | Укупно гласова   | Укупно гласова        | 193      | 96,98                       | 100                                   |
| Није гласало     | Није гласало     | Није гласало     | Није гласало          | 6        | 3,01                        |                                       |
| Укупно мандата   | Укупно мандата   | Укупно мандата   | Укупно мандата        | 199      | 100                         |                                       |
| Извор: telex.hu          |                  |                  |                       |          |                             |                                       |